# The

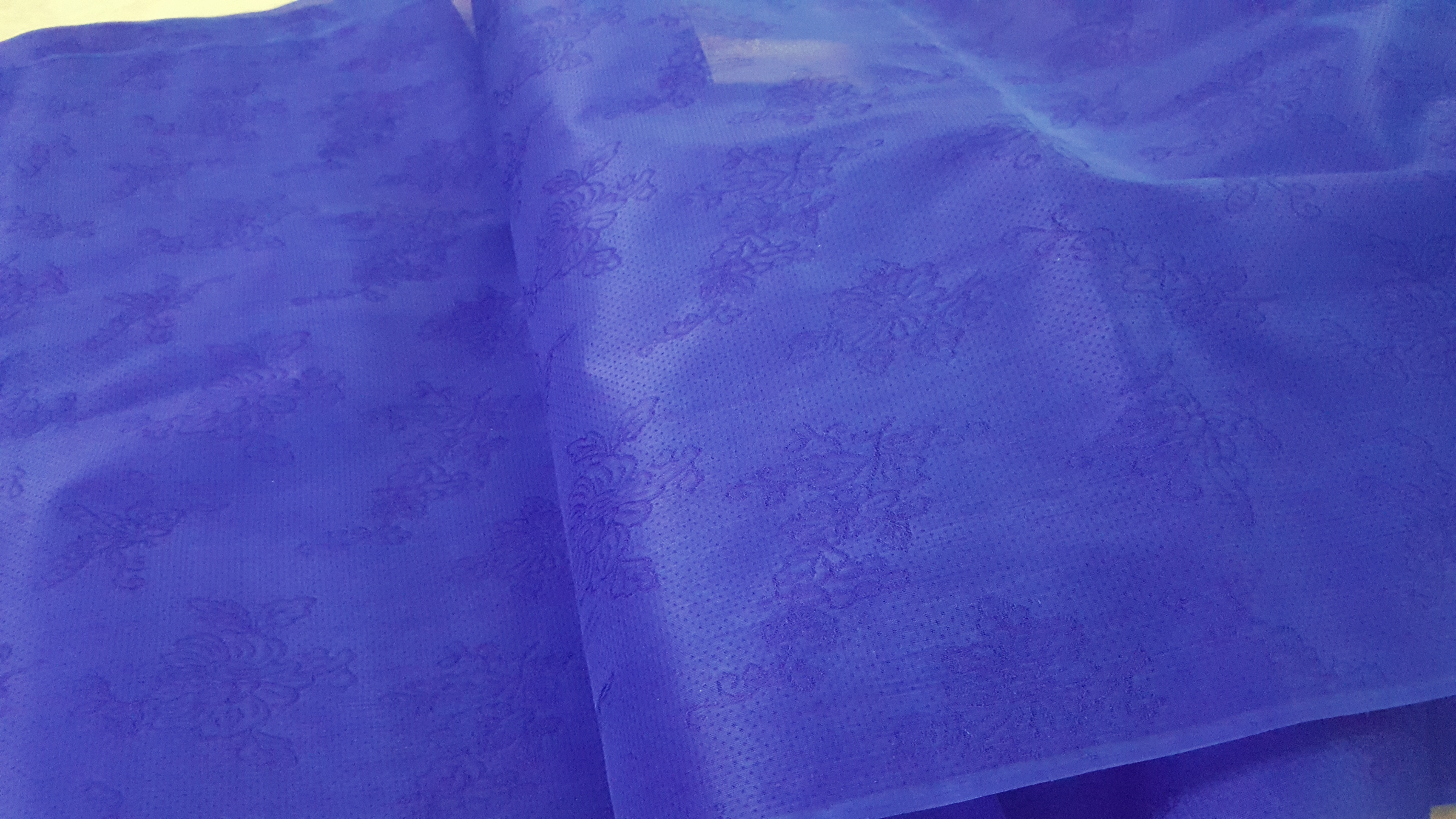
Sa Vạn phúc

Sa (hay còn gọi là the) là loại tơ tằm dệt thưa, có thể nhìn xuyên qua được. Thời xưa the được sử dụng làm trang phục mùa hè do tính chất mỏng, nhẹ, thoáng khí.